# Eleição municipal de Cabo Frio em 2008
A eleição municipal da cidade brasileira de Cabo Frio em 2008 ocorreu no dia 05 de outubro de 2008, como parte do conjunto de eleições municipais no Brasil que ocorreram no mesmo ano. Na ocasião, foram eleitos um prefeito, vice-prefeito e 12 vereadores para a Câmara Municipal da cidade.
A campanha eleitoral contou com a participação de 6 candidatos a prefeito. O prefeito em exercício, Marquinho Mendes, eleito em 2004 pelo PMDB, concorreu a reeleição. O primeiro turno foi realizado em 05 de outubro de 2008. Marquinho Mendes, candidato pelo PSDB, foi eleito com 47.799 votos (49,78% dos votos válidos), seguido de Alair Corrêa, do PMDB, que obteve 34.627 votos (36,06%).
Na Câmara dos Vereadores, 221 candidatos concorreram ao pleito e 12 foram eleitos. Dentre os vereadores eleitos, 5 foram reeleitos. O PSDB foi o partido que conquistou o maior número de assentos, com 4 eleitos. Silas Bento foi o candidato mais votado, recebendo 4.044 votos (4,85% dos votos validos). Os candidatos eleitos tomaram posse na Prefeitura de Cabo Frio em 1 de janeiro de 2009 para exercerem um mandato de quatro anos.

## Candidaturas para a prefeitura
| Nº      | Prefeito  | Prefeito           | Prefeito | Prefeito                                                                                          | Vice-prefeito(a) | Vice-prefeito(a) | Vice-prefeito(a)      | Vice-prefeito(a) | Vice-prefeito(a)  | Coligação                                                         |
| Nº      | Candidato | Candidato          | Partido  | Cargos relevantes                                                                                 | Candidato(a)     | Candidato(a)     | Candidato(a)          | Partido          | Cargos relevantes | Coligação                                                         |
| ------- | --------- | ------------------ | -------- | ------------------------------------------------------------------------------------------------- | ---------------- | ---------------- | --------------------- | ---------------- | ----------------- | ----------------------------------------------------------------- |
| 12      |           | Jânio Mendes       | PDT      | - Vereador de Cabo Frio (1989–2010); - Advogado                                                   |                  |                  | Conceição de Oliveira | PV               | Não possui        | Cabo Frio Quer O Melhor PDT PV                                    |
| 15      |           | Alair Corrêa       | PMDB     | - Prefeito de Cabo Frio (1983–1988; 1997–2004); - Deputado estadual do Rio de Janeiro (2007–2011) |                  |                  | Dona Zete             | PMDB             | - Empresária      | Vota Que Ele Volta PCdoB PSL PSDC PRP PMDB PMN                    |
| 22      |           | Doutor Paulo César | PR       | - Médico                                                                                          |                  |                  | Dayse Moreno          | PR               | Não possui        | Cabo Frio de Mãos Limpas PR PTN PTC                               |
| 45      |           | Marquinho Mendes   | PSDB     | - Prefeito de Cabo Frio (2005–2008); - Médico                                                     |                  |                  | Delma Jardim          | PP               | - Advogada        | Cabo Frio Um Só Coração PTB DEM PTdoB PSC PSB PSDB PP PHS PPS PRB |
| 50      |           | Cláudio Leitão     | PSOL     | - Vendedor Pracista, Representante, Caixeiro-Viajante e Assemelhados                              |                  |                  | Jaqueline Barboza     | PSOL             | - Governanta      | Sem coligação                                                     |
| Fontes: |           |                    |          |                                                                                                   |                  |                  |                       |                  |                   |                                                                   |

### Indeferida
| Nº | Prefeito  | Prefeito                 | Prefeito | Prefeito           | Vice-prefeito(a) | Vice-prefeito(a) | Vice-prefeito(a) | Vice-prefeito(a) | Vice-prefeito(a)   | Coligação     |
| Nº | Candidato | Candidato                | Partido  | Cargos relevantes  | Candidato(a)     | Candidato(a)     | Candidato(a)     | Partido          | Cargos relevantes  | Coligação     |
| -- | --------- | ------------------------ | -------- | ------------------ | ---------------- | ---------------- | ---------------- | ---------------- | ------------------ | ------------- |
| 28 |           | Sargento Roberto Ribeiro | PRTB     | - Bombeiro Militar |                  |                  | Sargento Motta   | PRTB             | - Bombeiro Militar | Sem coligação |

## Candidatos à vereança
| Coligação                               | Partido | Partido | Candidaturas |
| --------------------------------------- | ------- | ------- | ------------ |
| Vota Que Ele Volta (20 candidatos)      |         | PMDB    | 19           |
| Vota Que Ele Volta (20 candidatos)      |         | PCdoB   | 1            |
| Unidos Para o Bem (20 candidatos)       |         | PSC     | 20           |
| Cabo Frio Para Todos (19 candidatos)    |         | PSDB    | 16           |
| Cabo Frio Para Todos (19 candidatos)    |         | PRB     | 3            |
| Cabo Frio Para Todos (19 candidatos)    |         | PPS     | 10           |
| Cabo Frio Para Todos (19 candidatos)    |         | PTB     | 9            |
| PR–PTC (19 candidatos)                  |         | PR      | 18           |
| PR–PTC (19 candidatos)                  |         | PTC     | 1            |
| Viva Cabo Frio (19 candidatos)          |         | PP      | 12           |
| Viva Cabo Frio (19 candidatos)          |         | PTdoB   | 7            |
| Cabo Frio Quer o Melhor (16 candidatos) |         | PDT     | 14           |
| Cabo Frio Quer o Melhor (16 candidatos) |         | PV      | 2            |
| Cabo Frio Verdade (15 candidatos)       |         | PHS     | 9            |
| Cabo Frio Verdade (15 candidatos)       |         | PSB     | 6            |
| Sem coligação                           |         | PSDC    | 15           |
| Sem coligação                           |         | PTN     | 14           |
| Sem coligação                           |         | PRP     | 12           |
| Sem coligação                           |         | PT      | 11           |
| Sem coligação                           |         | PMN     | 9            |
| Sem coligação                           |         | PSL     | 9            |
| Sem coligação                           |         | PRTB    | 2            |
| Sem coligação                           |         | PSOL    | 2            |
| Fontes:                                 |         |         |              |

## Resultados da eleição

### Prefeito
| Candidato a prefeito     | Candidato a prefeito            | Candidato(a) a vice-prefeito | Primeiro turno 05 de outubro de 2008 | Primeiro turno 05 de outubro de 2008 |
| Candidato a prefeito     | Candidato a prefeito            | Candidato(a) a vice-prefeito | Total                                | Percentagem                          |
| ------------------------ | ------------------------------- | ---------------------------- | ------------------------------------ | ------------------------------------ |
|                          | Marquinho Mendes (PSDB)         | Delma Jardim (PP)            | 47.799                               | 49,78%                               |
|                          | Alair Corrêa (PMDB)             | Dona Zete (PMDB)             | 34.627                               | 36,06%                               |
|                          | Doutor Paulo César (PR)         | Dayse Moreno (PR)            | 7.798                                | 8,12%                                |
|                          | Jânio Mendes (PDT)              | Conceição de Oliveira (PV)   | 5.099                                | 5,31%                                |
|                          | Cláudio Leitão (PSOL)           | Jaqueline Barboza (PSOL)     | 695                                  | 0,72%                                |
|                          | Sargento Roberto Ribeiro (PRTB) | Sargento Motta (PRTB)        | 0                                    | 0%                                   |
| Total de votos válidos   | Total de votos válidos          | Total de votos válidos       | 96.018                               | 96.018                               |
| Votos apurados           |                                 |                              |                                      |                                      |
| Votos válidos            | Votos válidos                   | Votos válidos                | 96.018                               | 94,66%                               |
| Votos em branco          | Votos em branco                 | Votos em branco              | 1.189                                | 1,17%                                |
| Votos nulos              | Votos nulos                     | Votos nulos                  | 4.224                                | 4,16%                                |
| Total de votos apurados  | Total de votos apurados         | Total de votos apurados      | 101.431                              | 101.431                              |
| Eleitores                |                                 |                              |                                      |                                      |
| Comparecimentos          | Comparecimentos                 | Comparecimentos              | 101.431                              | 86,18%                               |
| Abstenções               | Abstenções                      | Abstenções                   | 16.272                               | 13,82%                               |
| Total de eleitores aptos | Total de eleitores aptos        | Total de eleitores aptos     | 117.703                              | 117.703                              |
| Total de seções: 331     |                                 |                              |                                      |                                      |
| Fontes:                  |                                 |                              |                                      |                                      |

### Composição da Câmara Municipal
|                          |                          |                 |                 |          |         |
| Nº                       | Partido                  | Votos populares | Votos populares | Assentos | ±       |
| Nº                       | Partido                  | Votos           | %               | Assentos | ±       |
| 45                       | PSDB                     | 19.142          | 21%             | 4        | 4       |
| 20                       | PSC                      | 13.863          | 15,21%          | 2        | 2       |
| 15                       | PMDB                     | 12.375          | 13,58%          | 2        | 2       |
| 23                       | PPS                      | 10.557          | 11,58%          | 2        | Estável |
| 11                       | PP                       | 7.271           | 7,98%           | 2        | Estável |
| 12                       | PDT                      | 4.618           | 5,07%           | 0        | 2       |
| 13                       | PT                       | 3.916           | 4,3%            | 0        | -       |
| 22                       | PR                       | 3.276           | 3,59%           | 0        | -       |
| 70                       | PTdoB                    | 2.303           | 2,53%           | 0        | -       |
| 14                       | PTB                      | 2.129           | 2,34%           | 0        | 2       |
| 19                       | PTN                      | 2.015           | 2,21%           | 0        | -       |
| 33                       | PMN                      | 1.814           | 1,99%           | 0        | -       |
| 10                       | PRB                      | 1.716           | 1,88%           | 0        | -       |
| 44                       | PRP                      | 1.561           | 1,71%           | 0        | -       |
| 27                       | PSDC                     | 1.543           | 1,69%           | 0        | -       |
| 31                       | PHS                      | 771             | 0,85%           | 0        | -       |
| 28                       | PRTB                     | 609             | 0,67%           | 0        | -       |
| 17                       | PSL                      | 559             | 0,61%           | 0        | -       |
| 40                       | PSB                      | 388             | 0,43%           | 0        | -       |
| 50                       | PSOL                     | 332             | 0,36%           | 0        | -       |
| 43                       | PV                       | 177             | 0,19%           | 0        | -       |
| 36                       | PTC                      | 96              | 0,11%           | 0        | -       |
| 65                       | PCdoB                    | 89              | 0,1%            | 0        | -       |
| 25                       | DEM                      | 35              | 0,04%           | 0        | -       |
| Total de votos válidos   | Total de votos válidos   | 91.155          | 91.155          | 12       | 12      |
| Votos apurados           |                          |                 |                 | 12       | 12      |
| Total de votos válidos   | Total de votos válidos   | 91.155          | 89,87%          | 12       | 12      |
| Votos em branco          | Votos em branco          | 2.269           | 2,24%           | 12       | 12      |
| Votos nulos              | Votos nulos              | 8.007           | 7,89%           | 12       | 12      |
| Total de votos apurados  | Total de votos apurados  | 101.431         | 101.431         | 12       | 12      |
| Eleitores                |                          |                 |                 | 12       | 12      |
| Comparecimentos          | Comparecimentos          | 101.431         | 86,18%          | 12       | 12      |
| Abstenções               | Abstenções               | 16.272          | 13,82%          | 12       | 12      |
| Total de eleitores aptos | Total de eleitores aptos | 117.703         | 117.703         | 12       | 12      |
| Fontes:                  |                          |                 |                 |          |         |

### Vereadores eleitos
| Candidato(a) | Candidato(a)           | Partido | Votos | Votos       | Cidade de origem        | Unidade federativa/País |
| Candidato(a) | Candidato(a)           | Partido | Total | Percentagem | Cidade de origem        | Unidade federativa/País |
| ------------ | ---------------------- | ------- | ----- | ----------- | ----------------------- | ----------------------- |
|              | Silas Bento            | PSDB    | 4.044 | 4,85%       | Cabo Frio               | Rio de Janeiro          |
|              | Dr. Alfredo Gonçalves  | PPS     | 3.457 | 4,15%       | Cabo Frio               | Rio de Janeiro          |
|              | Aires Bessa            | PSDB    | 3.323 | 3,99%       | Cabo Frio               | Rio de Janeiro          |
|              | Fernando do Comilão    | PSDB    | 2.531 | 3,04%       | Cabo Frio               | Rio de Janeiro          |
|              | Rui Machado            | PSDB    | 2.395 | 2,87%       | Cabo Frio               | Rio de Janeiro          |
|              | Luis Geraldo           | PPS     | 2.302 | 2,76%       | Rio de Janeiro          | Rio de Janeiro          |
|              | Marcello Corrêa        | PMDB    | 1.809 | 2,17%       | Cabo Frio               | Rio de Janeiro          |
|              | Zé Ricardo             | PP      | 1.685 | 2,02%       | Cabo Frio               | Rio de Janeiro          |
|              | Silvan Escapini        | PSC     | 1.622 | 1,95%       | Cabo Frio               | Rio de Janeiro          |
|              | Dr. Taylor             | PMDB    | 1.403 | 1,68%       | Niterói                 | Rio de Janeiro          |
|              | Fabinho da Saúde       | PSC     | 1.338 | 1,61%       | Cabo Frio               | Rio de Janeiro          |
|              | Rogério do Laboratório | PP      | 1.082 | 1,3%        | Bom Jesus de Itabapoana | Rio de Janeiro          |
| Fontes:      |                        |         |       |             |                         |                         |